# Marais d'Arbourg
Les marais d‘Arbourg désignent une zone marécageuse située sur les communes d’Herbignac et de Saint-Lyphard, dans le département de la  Loire-Atlantique.

## Description
Les marais à vocation d’élevage agricole s’étendent sur la commune d’Herbignac et de Saint-Lyphard,.
Ils sont situés dans une plaine basse littorale comblée par des dépôts marins et palustres. Ils s’inscrivent dans une suite d’espaces marécageux qui s’égrènent en suivant une direction nord-ouest - sud-est sur un peu plus de 9 km : marais d’Arbourg, de Pompas, du Belou, des Baules, étang de la Sarre.
Le hameau d’Arbour, à 5 km au sud d’Herbignac, s’étend sur Saint-Lyphard et regroupe à la fin du XXe siècle 25 maisons isolées ou en longères.